# 第七大道車站 (BMT布萊頓線)
第七大道車站（英語：Seventh Avenue station）是美國紐約地鐵BMT布萊頓線的一個地鐵站，位於布魯克林公園坡和展望公園第七大道、公園廣場及夫拉特布殊大道，設有Q線（任何時候停站）、B線（僅平日停站）列車停站。此站是其中一個B線列車停靠名為「第七大道」的車站，另一個是位於曼哈頓IND第六大道線的第七大道-53街車站。

## 歷史
雖然此站位於BMT布萊頓線上，但是第七大道車站比起1878年開放、由展望公園至布萊頓海灘的主要部分遲了將近50年。在車站開放以前，線上列車使用現時富蘭克林大道接駁線以及連接高架的BMT福爾頓街線，繼續前往路線在布魯克林福爾頓碼頭的總站或曼哈頓公園台。
車站是雙重合約的產物，該合約是1913年若干合約以便在曼哈頓和皇后區興建BMT（以及IRT）的地鐵路線。第一條路線是BMT百老匯線，1918年開放，來往北端總站時報廣場-42街以及南端總站白廳街。連接白廳街和展望公園車站的蒙塔格街隧道在1920年8月1日啟用，該隧道同時是第七大道車站所在地。通車後將高架富蘭克林大道線的列車移到新的地鐵路線。
在1964－1965財政年度期間，第七大道車站的月台與其餘布萊頓線的6個車站一同延長至615英呎，以便容納10節長60英呎的IND車廂或9節長67英呎的BMT列車。

## 車站結構
| G         | 街道層             | 出入口 |
| B1        | 夾層               | 閘機、車站詢問處                                                                                           |
| B2 月台層 | 北行               | 不停靠（卑爾根街）                                                                                         |
| B2 月台層 | 側式月台，右側開門 | |
| B2 月台層 | 北行               | 尖峰時段往貝德福德公園林蔭路、日中及黃昏往145街（大西洋大道-巴克萊中心） · 往96街（大西洋大道-巴克萊中心） |
| B2 月台層 | 南行               | 平日往布萊頓海灘（展望公園） · 往康尼島-斯提威爾大道（展望公園）                                           |
| B2 月台層 | 側式月台，右側開門 | |
| B2 月台層 | 南行               | 不停靠（大軍廣場）                                                                                         |
| B3 下層   | 北行快速           | 不停靠 |
| B3 下層   | 南行快速           | 不停靠 |

第七大道車站設有兩個側式月台和兩條軌道。各月台都設有兩條已關閉的樓梯前往月台之上已部分關閉的夾層。車站以北南行軌道旁邊有一小段隧道有較大空間，容許看見IRT東公園道線的南行軌道。
在這一段夫拉特布殊大道複雜的隧道內，IRT慢車軌道位於布萊頓線軌道外側，而IRT快車軌道在下層、車站下方通過，並在此站兩個月台都設有緊急出口。

### 出口
此站設有兩個出入口。其中一條樓梯前往公園廣場南面、夫拉特布殊大道以東的行人道；另一條樓梯前往夫拉特布殊大道以南、公園廣場東南面的行人道。

## 外部連結

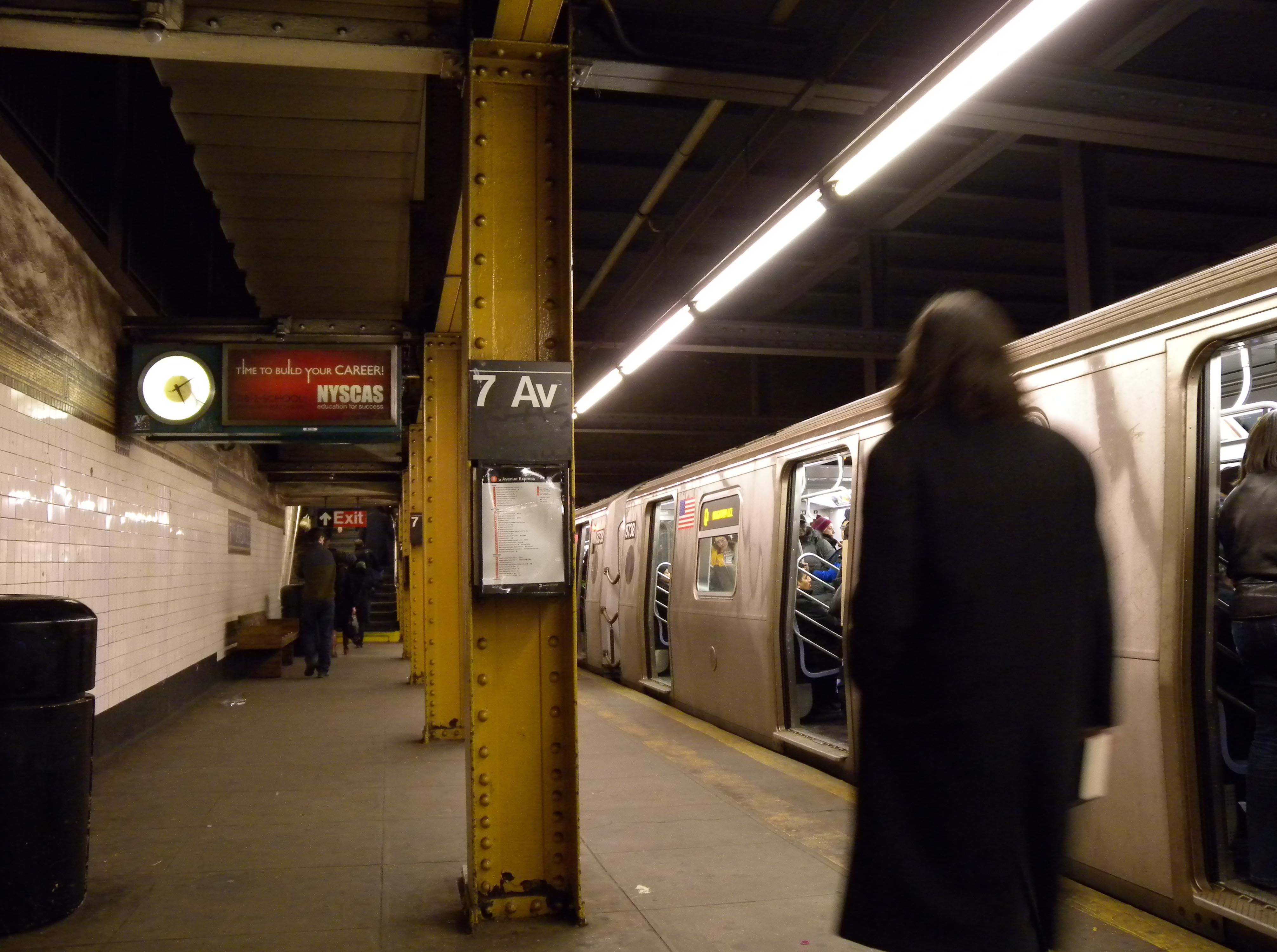
南行月台

- nycsubway.org—BMT布萊頓線: 第七大道線
- Station Reporter — B線列車
- Station Reporter — Q線列車
- The Subway Nut — 第七大道線圖片 （页面存档备份，存于）
- Google地圖街景夫拉特布殊大道以北公園廣場及卡爾頓大道入口 （页面存档备份，存于）
- Google地圖街景近第七大道入口 （页面存档备份，存于）
- Google地圖街景月台